# Anna di Borbone-Parma
Anna di Borbone-Parma (nome completo in francese Anne Antoinette Françoise Charlotte Zita Marguerite; Parigi, 18 settembre 1923 – Morges, 1º agosto 2016) è stata regina consorte titolare di Romania dal 1948 al 2016, come moglie di Michele I, non potendo mai essere regina effettiva in quanto la monarchia venne abolita nel 1947, prima del suo matrimonio.

## Biografia

### Giovinezza
Anna nacque a Parigi il 18 settembre 1923, unica figlia femmina di Renato di Borbone-Parma e di Margherita di Danimarca, nipote del re Cristiano IX il "suocero d'Europa". Essendo nipote del duca Roberto I di Parma, era prima cugina dello zar Boris III di Bulgaria, dell'arciduca Ottone d'Asburgo-Lorena, del granduca Giovanni di Lussemburgo e di Carlo Ugo di Parma, marito di Irene d'Olanda. Discendendo da Cristiano IX, Anna era imparentata con le case reali di Danimarca, Grecia, Gran Bretagna e Russia.
Con i suoi fratelli, Giacomo, Michele ed Andrea, trascorse la sua infanzia in Francia per poi fuggire in Spagna, a seguito dell'invasione nazista. La famiglia si recò poi in Portogallo ed infine negli Stati Uniti. Dal 1940 al 1943, Anna frequentò la Parsons School of Design di New York, lavorando anche come assistente alle vendite in un grande magazzino della catena Macy's. Nel 1943, partì, come volontaria, per il servizio militare nell'esercito francese; operò come autista di ambulanza in Algeria, Marocco, Italia, Lussemburgo e nella Germania liberata. Ricevette anche la Croix de guerre per il suo servizio in tempo di guerra.

### Fidanzamento
Nel mese di novembre del 1947, Anna incontrò l'allora re Michele I di Romania (1921-2017), un re di origine tedesca, che era in visita a Londra per il matrimonio della principessa Elisabetta e Filippo Mountbatten. In realtà, un anno prima la regina madre Elena invitò Anna, sua madre e i fratelli per una visita a Bucarest che però non si compì. Nel frattempo, Michele intravide Anna in un cinegiornale e chiese una fotografia dal metraggio del film.
Inizialmente, non voleva accompagnare i suoi genitori a Londra per il matrimonio reale, preferendo evitare di incontrare il re Michele in un ambiente ufficiale. Invece, aveva in programma di rimanere indietro, andare da sola alla stazione ferroviaria di Parigi e, fingendo di essere un passante in mezzo alla folla, osservare privatamente il re con il suo entourage che lo scortava al suo treno diretto a Londra. Tuttavia, all'ultimo momento venne convinta da suo cugino, il principe Giovanni di Lussemburgo, di recarsi a Londra, dove progettava di ospitare una festa. Al suo arrivo, si fermò all'hotel Claridge's per vedere i suoi genitori e si trovò a essere introdotta inaspettatamente al re. Rimase talmente imbarazzata al punto che nella confusione, fece il saluto militare al posto della riverenza per poi fuggire imbarazzata. Il re la vide di nuovo la notte delle nozze alla serata organizzata all'ambasciata del Lussemburgo e le confidò le sue preoccupazioni per l'avvento del regime comunista nel suo paese e i timori per la sicurezza di sua madre. In quell'occasione la soprannominò "Nan". Successivamente, si videro più volte a Londra, sempre sorvegliati dalla madre o dal fratello di lei.
Pochi giorni dopo, accettò l'invito di accompagnare Michele e sua madre su un Beechcraft per prendere la zia Irene di Grecia, duchessa d'Aosta, che tornava a casa a Losanna. Sedici giorni dopo l'incontro, a Losanna, Michele chiese la sua mano. Lei accettò e anche se il re le diede l'anello di fidanzamento pochi giorni dopo, si sentiva obbligato ad astenersi da un annuncio pubblico fino a quando non avesse informato il suo governo; nonostante ciò la stampa li assediò in previsione di questo.
Michele tornò in patria, dove gli fu detto dal primo ministro che un annuncio di matrimonio non era "opportuno". Eppure in pochi giorni fu utilizzato come spiegazione pubblica del governo per l'improvvisa "abdicazione di Michele", quando in realtà il re fu deposto dai comunisti il 30 dicembre. Anna non fu in grado di ottenere ulteriori notizie del fidanzato fino a quando lasciò il paese. Finalmente si riunirono a Davos il 23 gennaio 1948.

### Matrimonio
Come membro della Casa di Borbone, Anna era vincolata dalla legge canonica della Chiesa cattolica romana, che richiede una dispensa papale per sposare un cristiano non cattolico. Allora, tale dispensa era normalmente concessa solo se il consorte non cattolico prometteva di allevare i figli nati dal matrimonio come cattolici. Michele rifiutò di fare questa promessa in quanto avrebbe violato la Costituzione monarchica della Romania e avrebbe avuto un impatto negativo su un'eventuale restaurazione. La Santa Sede rifiutò di concedere la dispensa.
La regina madre di Romania Elena e sua sorella Irene di Grecia, duchessa d'Aosta (un'ortodossa sposata con un principe cattolico) incontrarono i genitori della fidanzata a Parigi; le due famiglie si risolsero di fare una nuova richiesta al pontefice. Ai primi di marzo, le madri della coppia si incontrarono con papa Pio XII che, nonostante le suppliche della regina madre e il fatto che la principessa Margherita arrivò a battere il pugno sul tavolo con rabbia, rifiutò di concedere il permesso ad Anna di sposare Michele.
Fu ipotizzato che il rifiuto del papa venne in parte motivato dal fatto che, quando la principessa Giovanna di Savoia sposò il cugino di Anna, Boris III di Bulgaria, nel 1930, la coppia si impegnò a crescere i loro figli futuri come cattolici romani ma poi battezzarono i figli nella fede ortodossa in ossequio alla religione di stato della Bulgaria. Tuttavia, Michele rifiutò di fare una promessa che non poteva mantenere politicamente. È da notare anche che la stessa madre di Anna era la figlia di un matrimonio misto tra una cattolica, Maria d'Orléans, e un protestante, Valdemaro di Danimarca, che avevano rispettato il loro compromesso di allevare i figli come protestanti e la loro figlia, Margherita, come cattolica.
La coppia di fidanzati deliberò di procedere comunque. Lo zio paterno di Anna, Saverio di Borbone-Parma, rilasciò una dichiarazione contraria a ogni matrimonio condotto contro la volontà del pontefice e della famiglia della sposa. Fu lui, e non il papa, a proibire ai genitori di Anna di assistere al matrimonio. Il portavoce di Michele dichiarò che il 9 giugno i genitori diedero il loro consenso, e che la famiglia della sposa sarebbe stata rappresentata alle nozze dallo zio materno, il principe Eric di Danimarca, che avrebbe anche accompagnato la sposa.
La cerimonia si svolse il 10 giugno 1948 ad Atene nella sala del trono del Palazzo Reale; la cerimonia fu presieduta dall'arcivescovo Damaskinos Papandreou. Gli ospiti del matrimonio includevano: Elena, regina madre di Romania, le zie di Michele: la regina Federica di Hannover, la principessa Irene di Grecia, duchessa d'Aosta e la principessa Caterina di Grecia; i suoi cugini: Alessandra, regina consorte di Jugoslavia, Amedeo di Savoia-Aosta, la principessa Sofia di Grecia, il principe ereditario Costantino di Grecia e la principessa Irene di Grecia, i tre più giovani che funsero da damigelle e paggetti, lo zio materno di Anna Eric di Danimarca, Elena Vladimirovna Romanova e il principe Giorgio Guglielmo di Hannover. Fra gli altri dignitari parteciparono anche il padre di Michele, Carlo, e le sue sorelle, Maria, regina madre di Jugoslavia, Elisabetta, già regina consorte di Grecia e Ileana.
Poiché non venne concessa la dispensa papale per il matrimonio, venne ritenuto invalido dalla Chiesa cattolica romana ma perfettamente legale da ogni altra autorità. La coppia, il 9 novembre 1966, si risposò presso la chiesa cattolica romana di San Carlo del Principato di Monaco, soddisfacendo così la legge canonica cattolica.

### Anni successivi

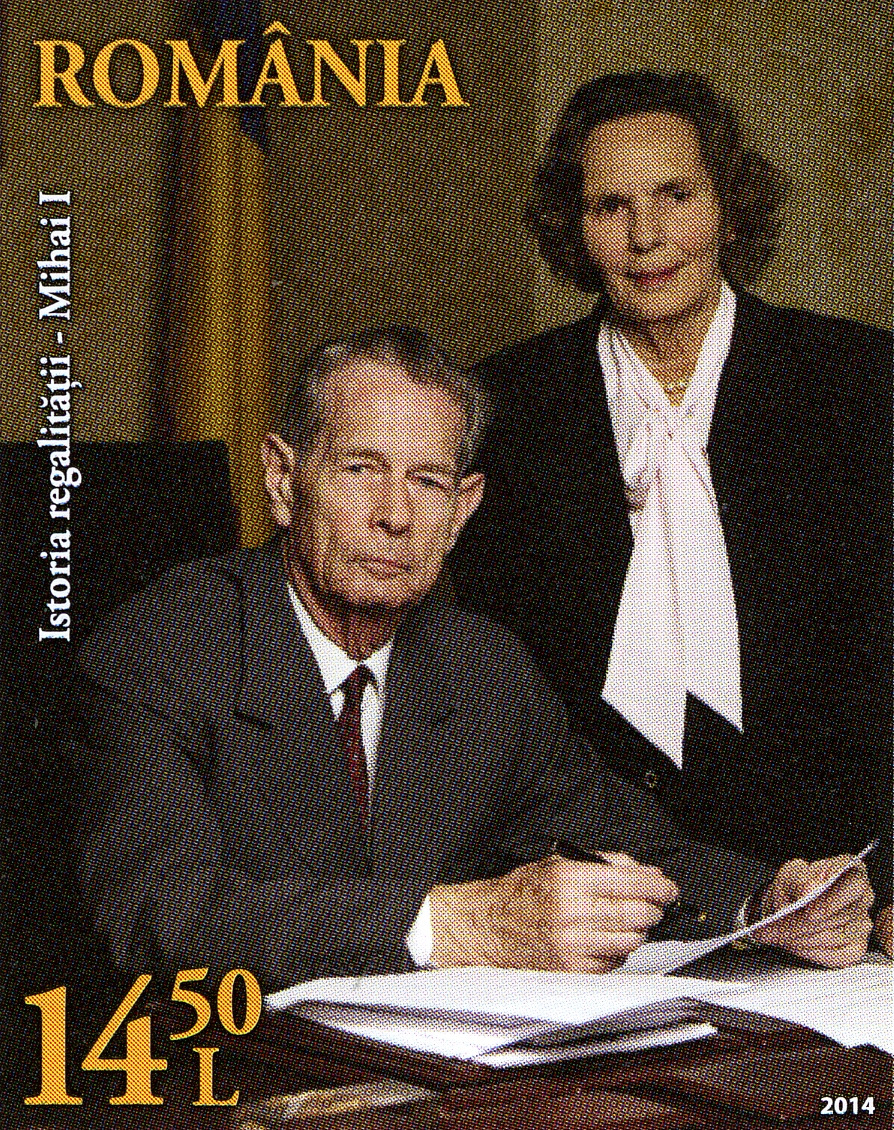
Michele e Anna in un francobollo rumeno del 2004.

Dopo il loro matrimonio, Anna e Michele affittarono una casa nell'Hertfordshire per quattro anni, dove divennero ortolani e allevatori di pollame. Nel 1956, si trasferirono a Versoix sul lago di Ginevra dove allevarono le cinque figlie. Nel 1992, la coppia visitò la Romania per tre giorni; questa fu la prima visita di Anna nel paese. Dal 1993 al 1997, nonostante i ripetuti tentativi, a Michele fu rifiutato l'ingresso in Romania dal governo a lui ostile. Nel corso di questi anni Anna visitò il paese un certo numero di volte in rappresentanza del consorte. Dopo il 1997, non vi furono più restrizioni all'ingresso dei due in Romania. Il governo mise a loro disposizione il palazzo di Elisabetta; inoltre riuscirono a recuperare alcune proprietà da parte dello Stato, tra cui il castello di Săvârşin e il castello di Peleș.
Nel giugno del 2008, Anna e Michele celebrarono il loro anniversario di matrimonio di diamante con tre giorni di eventi in Romania che rese questa la più grande celebrazione che la coppia abbia mai avuto dopo il loro matrimonio nel giugno del 1948.
Gli eventi furono:
- Il 10, un concerto dell'orchestra filarmonica George Enescu Philharmonic in loro onore presso l'Ateneo rumeno;[8]
- il giorno 11, un ricevimento presso palazzo Athenee a Bucarest, dove i membri del governo rumeno e del corpo diplomatico ebbero la possibilità di congratularsi con la coppia;
- il 12, al mattino presso il Museo nazionale di storia rumena la presentazione di un libro su Anna e i sessanta anni assieme a re Michele pubblicato da Agerpres.[9] La sera ci fu una cena formale privata nel castello di Peleș a Sinaia.

Gli ospiti degli eventi includevano: le loro due figlie maggiori Margherita e Elena, i loro generi principe Radu Duda e Alexander Nixon e i due figli di Elena: il principe Nicola e Elisabeta-Karina; i cugini materni di re Michele: l'ex re Costantino II di Grecia, la regina Sofia di Grecia, il principe Amedeo, duca d'Aosta e la principessa Irene di Grecia e Danimarca che furono ospiti anche al loro matrimonio nel 1948, l'ex regina Anna Maria di Grecia, re Simeone II di Bulgaria e sua moglie Margherita, il principe ereditario Alessandro II di Jugoslavia e sua moglie Caterina Batis, Duarte Pio, duca di Braganza, Massimiliano, margravio di Baden e sua moglie l'arciduchessa Valerie, il principe Lorenzo d'Asburgo-Este, la principessa Silvia, duchessa d'Aosta, la principessa Marie Astrid di Lussemburgo, il principe Filippo di Borbone-Parma e sua moglie la principessa Anette. Tra i partecipanti vi furono anche rappresentanti della Romania e del suo esecutivo come ad esempio: il premier Călin Popescu Tăriceanu, Bogdan Olteanu, presidente della Camera dei Deputati, Ionel Haiduc, presidente dell'Accademia rumena, il patriarca Daniele di Romania e anche i membri del corpo diplomatico.

### Morte

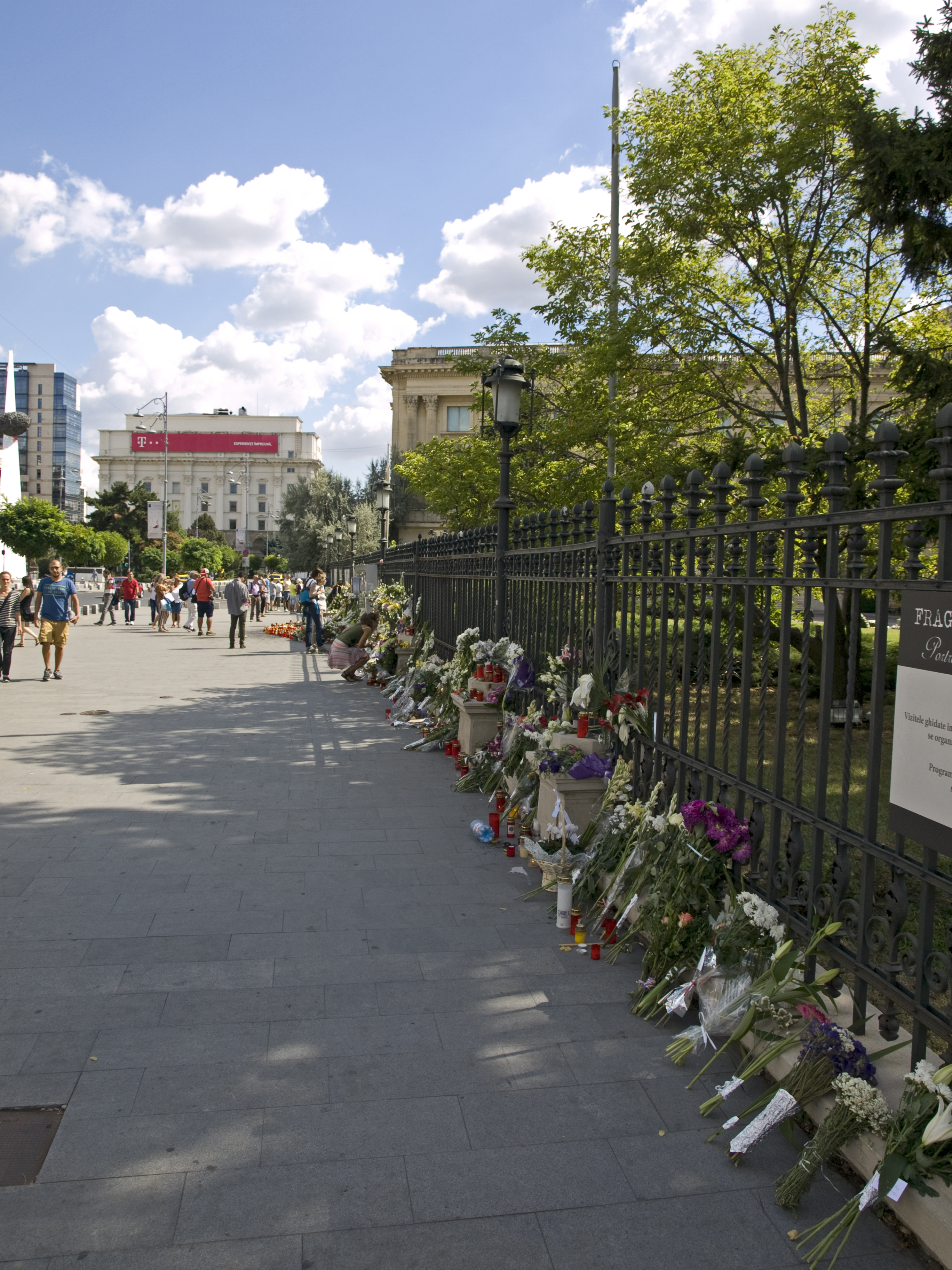
Fiori e candele davanti alla recinzione dell'ex palazzo reale di Bucarest il 13 agosto 2016.

Anna morì in un ospedale di Morges alle 13.45 del 1º agosto 2016 all'età di 92 anni. La Casa Reale comunicò che il marito, pur essendo da tempo malato, non mancò di farle visita quotidianamente. Anche se l'offerta di conferire una medaglia militare postuma venne rifiutato dalla sua famiglia, il presidente Klaus Iohannis offrì le condoglianze a re Michele e alla famiglia reale, rilasciando una dichiarazione che descriveva la defunta come dedicata al paese di cui portava il nome: "Sua Maestà la Regina Anna di Romania rimarrà per sempre nella memoria e nei nostri cuori come uno dei simboli più importanti di saggezza, dignità e, soprattutto, come un modello di condotta morale".
Le esequie secondo il rito della Chiesa cattolica si tennero il 4 agosto alle ore 10 nella chiesa parrocchiale di Morges e furono presiedute da padre Charlemagne, parroco della stessa chiesa e vicario giudiziale della diocesi.
Re Michele decise che il funerale della moglie avrebbe rispettato le tradizioni del passato e si sarebbe tenuto secondo il rito ortodosso. Le esequie solenni si tennero il 13 agosto alle ore 15 nella vecchia cattedrale di Curtea de Argeș e furono presiedute dall'arcivescovo Calinic di Argeș alla presenza di monsignor Ioan Robu, arcivescovo metropolita di Bucarest e presidente della Conferenza episcopale della Romania. Il governo della Romania dichiarò il 13 agosto 2016 giorno di lutto nazionale, durante il quale la bandiera rumena sarebbe volata a mezz'asta in tutti gli istituti e gli edifici, pubblici, privati, culturali e di parte e che le trasmissioni televisive e radiofoniche avrebbero dovuto adattare la loro programmazione in modo appropriato in memoria di Anna di Romania, il cui funerale sarebbe stato celebrato quel giorno nella cattedrale di Curtea de Argeș. Due giorni dopo la sua morte, il 5 agosto, il presidente della Moldavia Nicolae Timofti decretò un giorno di lutto nazionale per il 13 agosto in ricordo della regina Anna, chiedendo di osservare un momento di silenzio alle ore 10 di quello stesso giorno. Al termine del rito la salma fu sepolta nel porticato della nuova cattedrale di Curtea de Argeș.

## Famiglia
Anna e re Michele ebbero cinque figlie:
- Principessa ereditaria Margherita (nata il 26 marzo 1949), sposò Radu Duda il 21 settembre 1996.
- Principessa Elena (nata il 15 novembre 1950), sposò Robin Medforth-Mills il 20 luglio 1983 e divorziò il 28 novembre 1991. Hanno avuto due figli. Si risposò con Alexander McAteer il 14 agosto 1998.
  - Nicola Medforth-Mills (nato il 1º aprile 1985)
  - Elisabeta-Karina Medforth-Mills (nata il 4 gennaio 1989)
- Principessa Irina (nata il 28 febbraio 1953), sposò John Kreuger il 4 ottobre 1983 e divorziò il 24 novembre 2003. Hanno due figli. Si risposò con John Wesley Walker (1945-2024) il 10 novembre 2007.
  - Michael Torsten Kreuger (nato il 25 febbraio 1984), sposò Tara Littlefield nel febbraio del 2011.
    - Kohen Kreuger (nato nel marzo del 2012)

  - Angelica-Margareta Bianca (nata il 29 dicembre 1986), sposò Richard Robert Knight nel 2009.
    - Courtney Bianca Knight (nata nel 2007)
    - Diana Knight (nata nel 2011)
- Sofia (nata il 29 ottobre 1957), sposò Alain Michel Biarneix il 29 agosto 1998 e divorziò nel 2002. Hanno una figlia.
  - Elisabeth-Maria de Roumanie Biarneix (nata il 15 agosto 1998)
- Maria (nata il 13 luglio 1964), sposò Casimir Mystkowski il 16 settembre 1995 e divorziò nel 2003.

Anne era la sorella minore del principe Jacques di Borbone-Parma e sorella maggiore del principe Michel di Borbone-Parma, che è sposato con la principessa Maria Pia di Savoia (figlia primogenita di re Umberto II e della regina Maria José d'Italia), e del principe André di Borbone-Parma.
Essendo nipote di Roberto I di Parma, era cugina di primo grado di: re Boris III di Bulgaria, Roberto Ugo di Borbone-Parma, Alice di Borbone-Parma, Carlo Ugo di Borbone-Parma, Ottone d'Asburgo-Lorena e Giovanni di Lussemburgo.

## Albero genealogico
|                             |                           |                                                                | Genitori                                    |  |  | Nonni |  |  | Bisnonni           |  |  | Trisnonni         |  |
|                             |                           |                                                                |                                             |  |  |       |  |  | Carlo III di Parma |  |  | Carlo II di Parma |  |
|                             |                           |                                                                |                                             |  |  |       |  |  | Carlo III di Parma |  |  | Carlo II di Parma |  |
|                             |                           | Maria Teresa di Savoia                                         |                                             |  |  |       |  |  | Carlo III di Parma |  |  |                   |  |
| Roberto I di Parma          |                           |                                                                |                                             |  |  |       |  |  | Carlo III di Parma |  |  |                   |  |
|                             |                           | Luisa Maria di Francia                                         | Carlo di Borbone-Francia                    |  |  |       |  |  |                    |  |  |                   |  |
|                             |                           | Luisa Maria di Francia                                         | Carlo di Borbone-Francia                    |  |  |       |  |  |                    |  |  |                   |  |
|                             |                           | Luisa Maria di Francia                                         | Carolina delle Due Sicilie                  |  |  |       |  |  |                    |  |  |                   |  |
| Renato di Borbone-Parma     |                           | Luisa Maria di Francia                                         |                                             |  |  |       |  |  |                    |  |  |                   |  |
|                             |                           | Michele I del Portogallo                                       | Giovanni VI del Portogallo                  |  |  |       |  |  |                    |  |  |                   |  |
|                             |                           | Michele I del Portogallo                                       | Giovanni VI del Portogallo                  |  |  |       |  |  |                    |  |  |                   |  |
|                             |                           | Michele I del Portogallo                                       | Carlotta Gioacchina di Spagna               |  |  |       |  |  |                    |  |  |                   |  |
| Maria Antonia di Portogallo |                           | Michele I del Portogallo                                       |                                             |  |  |       |  |  |                    |  |  |                   |  |
|                             |                           | Adelaide di Löwenstein-Wertheim-Rosenberg                      | Costantino di Löwenstein-Wertheim-Rosenberg |  |  |       |  |  |                    |  |  |                   |  |
|                             |                           | Adelaide di Löwenstein-Wertheim-Rosenberg                      | Costantino di Löwenstein-Wertheim-Rosenberg |  |  |       |  |  |                    |  |  |                   |  |
|                             |                           | Adelaide di Löwenstein-Wertheim-Rosenberg                      | Agnese di Hohenlohe-Langenburg              |  |  |       |  |  |                    |  |  |                   |  |
| Anna di Borbone-Parma       |                           | Adelaide di Löwenstein-Wertheim-Rosenberg                      |                                             |  |  |       |  |  |                    |  |  |                   |  |
|                             | Cristiano IX di Danimarca | Federico Guglielmo di Schleswig-Holstein-Sonderburg-Glücksburg |                                             |  |  |       |  |  |                    |  |  |                   |  |
|                             | Cristiano IX di Danimarca | Federico Guglielmo di Schleswig-Holstein-Sonderburg-Glücksburg |                                             |  |  |       |  |  |                    |  |  |                   |  |
|                             | Cristiano IX di Danimarca | Luisa Carolina d'Assia-Kassel                                  |                                             |  |  |       |  |  |                    |  |  |                   |  |
| Valdemaro di Danimarca      | Cristiano IX di Danimarca |                                                                |                                             |  |  |       |  |  |                    |  |  |                   |  |
|                             |                           | Luisa d'Assia-Kassel                                           | Guglielmo d'Assia-Kassel                    |  |  |       |  |  |                    |  |  |                   |  |
|                             |                           | Luisa d'Assia-Kassel                                           | Guglielmo d'Assia-Kassel                    |  |  |       |  |  |                    |  |  |                   |  |
|                             |                           | Luisa d'Assia-Kassel                                           | Luisa Carlotta di Danimarca                 |  |  |       |  |  |                    |  |  |                   |  |
| Margherita di Danimarca     |                           | Luisa d'Assia-Kassel                                           |                                             |  |  |       |  |  |                    |  |  |                   |  |
|                             |                           | Roberto d'Orléans                                              | Ferdinando Filippo d'Orléans                |  |  |       |  |  |                    |  |  |                   |  |
|                             |                           | Roberto d'Orléans                                              | Ferdinando Filippo d'Orléans                |  |  |       |  |  |                    |  |  |                   |  |
|                             |                           | Roberto d'Orléans                                              | Elena di Meclemburgo-Schwerin               |  |  |       |  |  |                    |  |  |                   |  |
| Maria d'Orléans             |                           | Roberto d'Orléans                                              |                                             |  |  |       |  |  |                    |  |  |                   |  |
|                             |                           | Francesca Maria d'Orléans                                      | Francesco d'Orléans                         |  |  |       |  |  |                    |  |  |                   |  |
|                             |                           | Francesca Maria d'Orléans                                      | Francesco d'Orléans                         |  |  |       |  |  |                    |  |  |                   |  |
|                             |                           | Francesca Maria d'Orléans                                      | Francesca del Brasile                       |  |  |       |  |  |                    |  |  |                   |  |
|                             |                           | Francesca Maria d'Orléans                                      |                                             |  |  |       |  |  |                    |  |  |                   |  |